# 信濃境駅
信濃境駅（しなのさかいえき）は、長野県諏訪郡富士見町境にある、東日本旅客鉄道（JR東日本）中央本線の駅である。
東京方面から見た場合、長野県に入って最初の駅であり、当駅から西は長野支社管轄になる。

## 歴史
地元からの請願により、建設地と建設費を地元が負担して建設された。

### 年表
- 1928年（昭和3年）11月1日：鉄道省中央本線の新駅として開業[3]。旅客および貨物の取り扱いを開始[3]。駅名は、開業当時の村名である長野県諏訪郡境村に由来する。
- 1949年（昭和24年）6月1日：日本国有鉄道に移管[4]。
- 1970年（昭和45年）10月1日：貨物の取り扱いを廃止[3]。
- 1984年（昭和59年）
  - 2月1日：荷物の扱いを廃止[3]。
  - 3月21日：駅員無配置駅となる[5]（簡易委託化[2]）。
- 1987年（昭和62年）4月1日：国鉄分割民営化により、JR東日本の駅となる[3][6]。
- 2014年（平成26年）4月1日：東京近郊区間に編入される[7]。
- 2017年（平成29年）4月1日：ICカード「Suica」の利用が可能となる[8]。終日無人化[9]。
- 2025年（令和7年）2月：駅番号にCO 52を設定[10]。

## 駅構造
相対式ホーム2面2線を有する地上駅である。ホームは嵩上げされていない。片方のホームは駅舎に接し、そのホームともう片方のホームとは屋根付きの跨線橋で連絡している。のりばは駅舎側が1番線、反対側が2番線である。駅舎は開業当初からのもので木造、回廊を有する。
茅野駅管理の無人駅であり、簡易Suica改札機と乗車駅証明書発行機が設置されている。待合所には、近くの井戸尻遺跡で出土された土器や土偶の写真も飾られている。また、地元出身の歌人森山汀川の説明文および短歌作品が掲示されている。

### のりば
| ホーム | 路線     | 方向 | 行先                   |
| ------ | -------- | ---- | ---------------------- |
| 駅舎側 | 中央本線 | 下り | 上諏訪・岡谷・塩尻方面 |
| 反対側 | 中央本線 | 上り | 小淵沢・甲府・新宿方面 |

※案内上の番線番号は設定されていない。

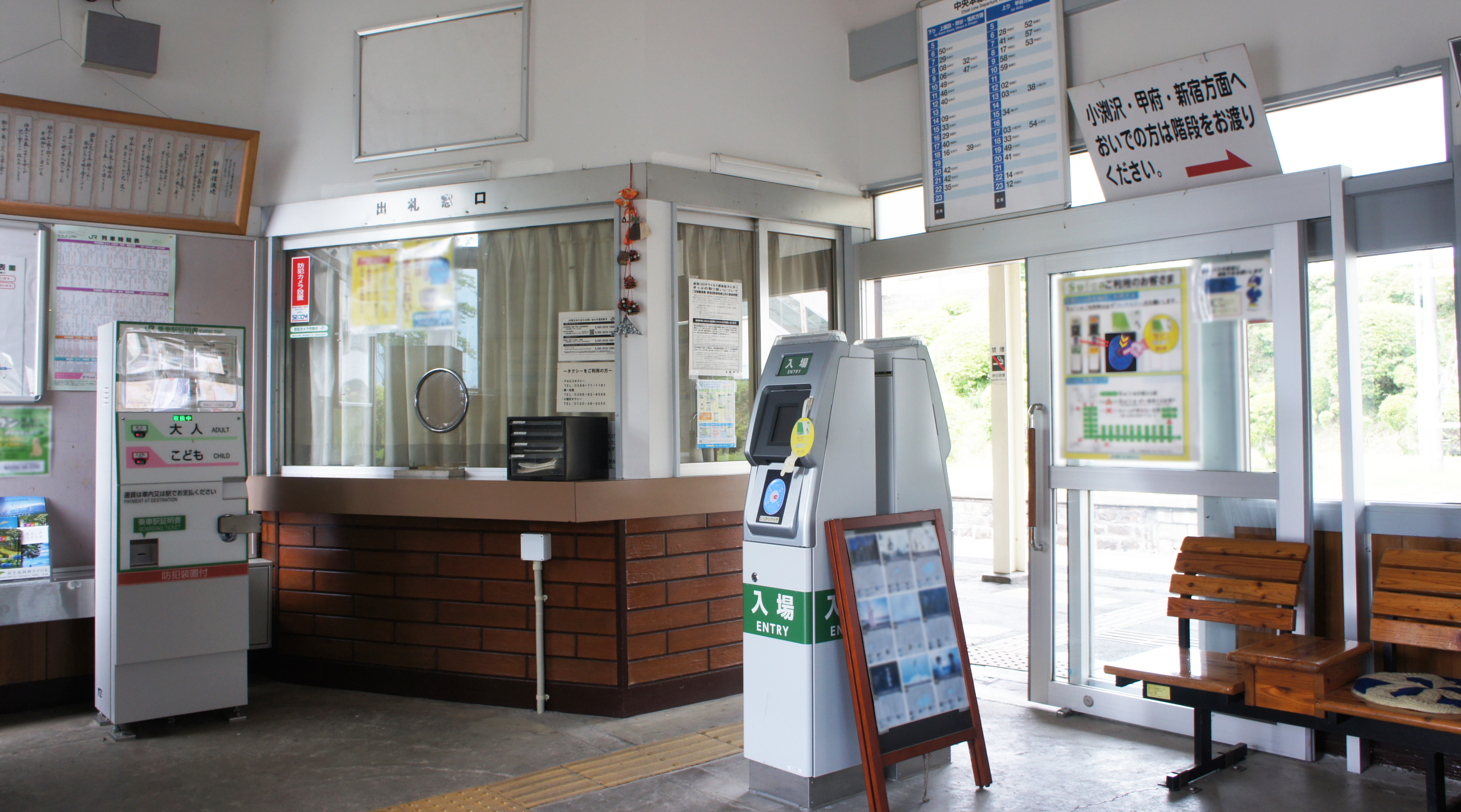
改札口（2021年6月）
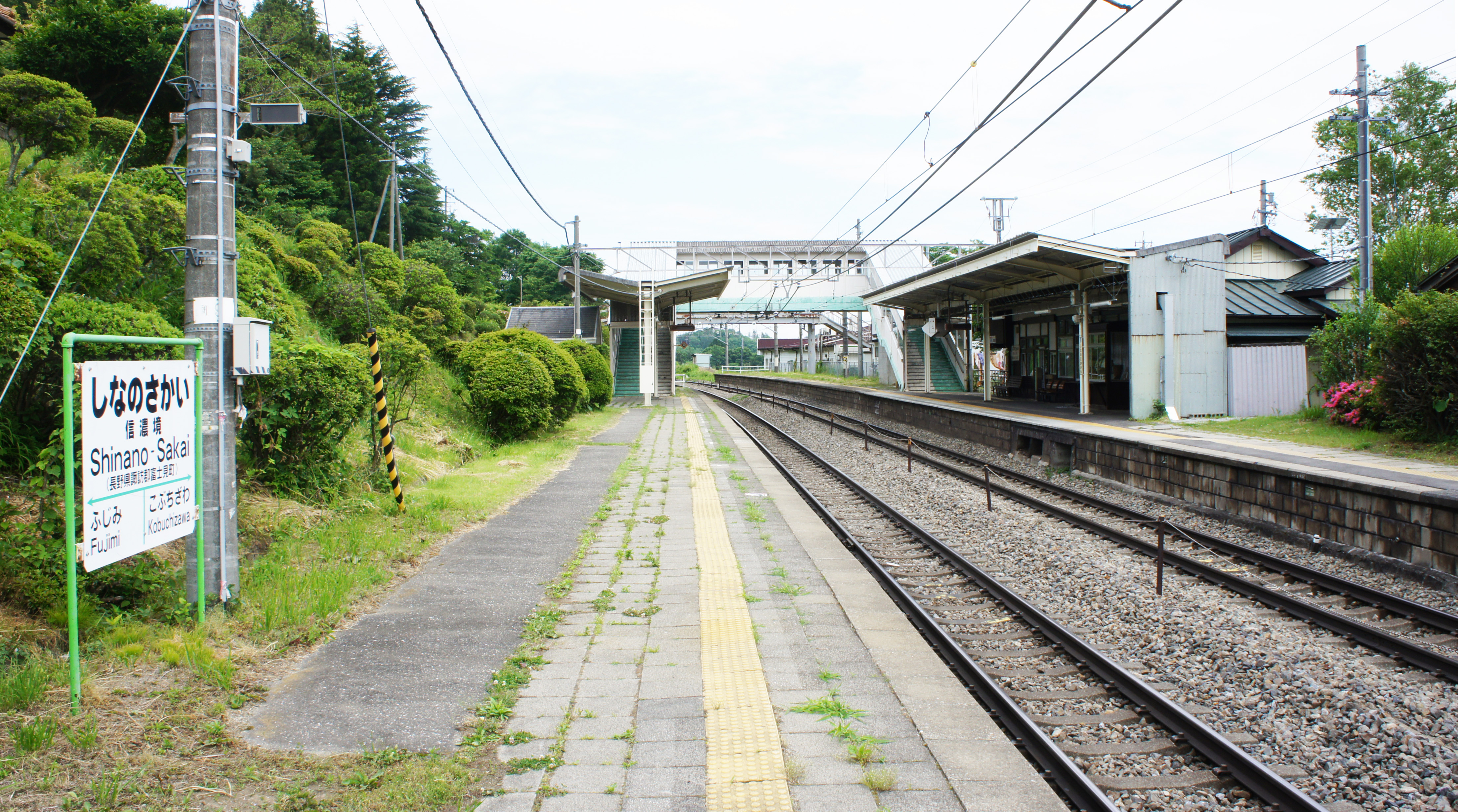
ホーム（2021年6月）

## 利用状況
JR東日本によると、2000年度（平成12年度）- 2015年度（平成27年度）の1日平均乗車人員の推移は以下のとおりであった。
| 1日平均乗車人員推移 | 1日平均乗車人員推移 | 1日平均乗車人員推移 | 1日平均乗車人員推移 | 1日平均乗車人員推移   |
| 年度                | 定期外              | 定期                | 合計                | 出典                  |
| ------------------- | ------------------- | ------------------- | ------------------- | --------------------- |
| 2000年（平成12年）  |                     |                     | 244                 | [ 利用客数 1 ]        |
| 2001年（平成13年）  |                     |                     | 225                 | [ 利用客数 2 ]        |
| 2002年（平成14年）  |                     |                     | 200                 | [ 利用客数 3 ]        |
| 2003年（平成15年）  |                     |                     | 202                 | [ 利用客数 4 ]        |
| 2004年（平成16年）  |                     |                     | 189                 | [ 利用客数 5 ]        |
| 2005年（平成17年）  |                     |                     | 189                 | [ 利用客数 6 ]        |
| 2006年（平成18年）  |                     |                     | 168                 | [ 利用客数 7 ]        |
| 2007年（平成19年）  |                     |                     | 171                 | [ 1 ] [ 利用客数 8 ]  |
| 2008年（平成20年）  |                     |                     | 162                 | [ 利用客数 9 ]        |
| 2009年（平成21年）  |                     |                     | 153                 | [ 1 ] [ 利用客数 10 ] |
| 2010年（平成22年）  |                     |                     | 189                 | [ 利用客数 11 ]       |
| 2011年（平成23年）  |                     |                     | 184                 | [ 利用客数 12 ]       |
| 2012年（平成24年）  | 44                  | 147                 | 191                 | [ 利用客数 13 ]       |
| 2013年（平成25年）  | 46                  | 138                 | 185                 | [ 利用客数 14 ]       |
| 2014年（平成26年）  | 44                  | 125                 | 169                 | [ 利用客数 15 ]       |
| 2015年（平成27年）  | 45                  | 120                 | 166                 | [ 利用客数 16 ]       |

## 駅周辺
信濃と甲斐との国境が近い。駅前には飲食店や商店があわせて数軒と駅の脇に境郵便局がある。駅の南500メートルほど、徒歩でおよそ15分のところにある井戸尻遺跡は縄文時代のもので1966年（昭和41年）国の史跡に指定された。井戸尻遺跡の附近は観光地として整備され、井戸尻考古館や富士見町歴史民俗資料館などがある。
- 富士見町立南中学校
- 境郵便局
- 国道20号 - 電車に乗り、北へ3.0 kmほど行くと右手に旧線が見える（立場川橋梁）。
- 境保育園

## エピソード
TBSのテレビドラマ「青い鳥」で、豊川悦司演ずる主人公が駅員を務める「清澄駅」として撮影に使われた。「清澄駅」の位置は撮影に使われた当駅と、隣駅の富士見駅の間にあるという設定になっている。当時のTVガイドによれば、JR東日本などに「どこの駅なのか」を問い合わせる電話が相次いでいて、中には「もしもし、TVガイドですが」と身分詐称する者までいたという。
駅舎内部にはこれを記念してドラマの各場面の写真などが飾られ、当駅に設置されている駅ノートにはドラマのファンが多く書き込みを残している。ちなみに、当駅はかつて簡易委託駅で、常備券のみの発売だったが、ドラマ撮影時は券売機のセットを設置していた。
2006年（平成18年）には、「嫌われ松子の一生」でも当駅が使われたが、その番組プロデューサーは「青い鳥」でも制作に携わった貴島誠一郎である。

## 隣の駅
東日本旅客鉄道（JR東日本）
 中央本線
小淵沢駅 (CO 51) - 信濃境駅 (CO 52) - 富士見駅 (CO 53)

### 記事本文
1. 1 2 3 4 5 6 7 8 9 10  信濃毎日新聞社出版部『長野県鉄道全駅 増補改訂版』信濃毎日新聞社、2011年7月24日、68頁。ISBN 9784784071647。
2. 1 2  長野鉄道管理局 編『写真でつづる長野鉄道管理局の歩み』長野鉄道管理局、1987年3月10日、336頁。
3. 1 2 3 4 5  石野哲 編『停車場変遷大事典 国鉄・JR編 II』（初版）JTB、1998年10月1日、183頁。ISBN 978-4-533-02980-6。
4. ↑  歴史でめぐる鉄道全路線 国鉄・JR 5号、25頁
5. ↑  「「通報」●中央本線信濃境駅ほか5駅の駅員無配置について（旅客局）」『鉄道公報』日本国有鉄道総裁室文書課、1984年3月19日、2面。
6. ↑  歴史でめぐる鉄道全路線 国鉄・JR 5号、27頁
7. ↑  『Suicaの一部サービスをご利用いただける駅が増えます』（PDF）（プレスリリース）東日本旅客鉄道、2013年11月29日。オリジナルの2019年2月14日時点におけるアーカイブ。2020年3月24日閲覧。
8. ↑  『Suicaをご利用いただける駅が増えます』（PDF）（プレスリリース）東日本旅客鉄道、2016年12月2日。オリジナルの2019年3月27日時点におけるアーカイブ。2020年3月24日閲覧。
9. ↑  「信濃境駅は 「自動券売機」と「簡易Suica改札機」を導入し、無人駅に移行します」『広報ふじみ』(pdf)、富士見町、2017年2月号、6面。オリジナルの2017年6月26日時点におけるアーカイブ。2016年6月4日閲覧。
10. ↑  『JR東日本長野支社管内へ「駅ナンバリング」を拡大します』（PDF）（プレスリリース）東日本旅客鉄道長野支社、2024年12月13日。オリジナルの2024年12月13日時点におけるアーカイブ。2024年12月16日閲覧。
11. 1 2  “JR東日本：駅構内図・バリアフリー情報（信濃境駅）”.   東日本旅客鉄道. 2025年5月26日閲覧。
12. ↑  長野県博物館協議会ミュージアムガイド井戸尻考古館、富士見町 歴史民俗資料館　参照

### 利用状況
1. ↑  “各駅の乗車人員（2000年度）”.   東日本旅客鉄道. 2019年4月18日閲覧。
2. ↑  “各駅の乗車人員（2001年度）”.   東日本旅客鉄道. 2019年4月18日閲覧。
3. ↑  “各駅の乗車人員（2002年度）”.   東日本旅客鉄道. 2019年4月18日閲覧。
4. ↑  “各駅の乗車人員（2003年度）”.   東日本旅客鉄道. 2019年4月18日閲覧。
5. ↑  “各駅の乗車人員（2004年度）”.   東日本旅客鉄道. 2019年4月18日閲覧。
6. ↑  “各駅の乗車人員（2005年度）”.   東日本旅客鉄道. 2019年4月18日閲覧。
7. ↑  “各駅の乗車人員（2006年度）”.   東日本旅客鉄道. 2019年4月18日閲覧。
8. ↑  “各駅の乗車人員（2007年度）”.   東日本旅客鉄道. 2019年4月18日閲覧。
9. ↑  “各駅の乗車人員（2008年度）”.   東日本旅客鉄道. 2019年4月18日閲覧。
10. ↑  “各駅の乗車人員（2009年度）”.   東日本旅客鉄道. 2019年4月18日閲覧。
11. ↑  “各駅の乗車人員（2010年度）”.   東日本旅客鉄道. 2019年4月18日閲覧。
12. ↑  “各駅の乗車人員（2011年度）”.   東日本旅客鉄道. 2019年4月18日閲覧。
13. ↑  “各駅の乗車人員（2012年度）”.   東日本旅客鉄道. 2019年4月18日閲覧。
14. ↑  “各駅の乗車人員（2013年度）”.   東日本旅客鉄道. 2019年4月18日閲覧。
15. ↑  “各駅の乗車人員（2014年度）”.   東日本旅客鉄道. 2019年4月18日閲覧。
16. ↑  “各駅の乗車人員（2015年度）”.   東日本旅客鉄道. 2019年4月18日閲覧。